# Stefan Wehrmeyer

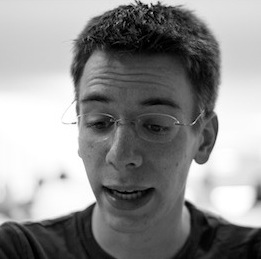
Stefan Wehrmeyer (2011)

Stefan Wehrmeyer (* 1987) ist ein deutscher Softwareentwickler und Datenjournalist.

## Leben
Er wuchs in Bonn auf und hat einen Master-Abschluss in IT-Systems Engineering von der Universität Potsdam. Seit 2009 engagiert er sich in der Open-Data-Bewegung. Im Jahr 2011 gründete er als Vorstandsmitglied der Open Knowledge Foundation Deutschland die Informationsfreiheitsplattform FragDenStaat. Außerdem entwickelte er offene Civic-Tech-Anwendungen wie Mapnificent, Bundesgit und BibBot (ehem. vöbb-bot).
Als Mitglied eines Interaktiv-Teams der Berliner Morgenpost wurde er 2014 mit dem dpa Infografik award (Kategorie interaktive Infografiken) ausgezeichnet. Für seine Arbeit als Datenjournalist bei Correctiv erhielt Wehrmeyer gemeinsam mit Kollegen unter anderem den Axel-Springer-Preis (2015, 2. Platz Kategorie Internet) und den Umweltmedienpreis der Deutschen Umwelthilfe (2018, Kategorie Online). Für den Grimme Online Award 2015 war er nominiert.